# Classic Albums: Metallica - Metallica
Classic Albums: Metallica - Metallica es un DVD documental sobre la realización del álbum del mismo nombre de la banda Metallica. Es parte de la serie 3 de la serie Classic de álbumes, dado a conocer por Isis Productions / Eagle Rock Entertainment. Se estrenó el 6 de noviembre de 2001, meses después de que el bajista Jason Newsted partió de la banda. 
El documental abarca la historia detrás de la creación del álbum, incluyendo entrevistas de los miembros de la banda, y su nuevo productor Bob Rock, así como escenas en el proceso de grabación. El documental incluye multi-pistas originales y demos, junto con los cinco singles del álbum: "Enter Sandman", "Sad But True", "The Unforgiven", "Wherever I May Roam" y "Nothing Else Matters".

## Capítulos
1. "Enter Sandman"
2. "Sad but True"
3. "Holier Than Thou"
4. "The Unforgiven"
5. "Wherever I May Roam"
6. "Nothing Else Matters"
7. "End Credits"

### Entrevistas Extras
1. "James & Lars Discuss Songwriting" (James y Lars discutiendo sobre el proceso creativo).
2. "Drum Recording Techniques" (Lars comentado sobre las técnicas de grabación de la batería).
3. "Kirk's Guitar Solo - "Wherever I May Roam"" (Elaboración del solo en Wherever I May Roam).
4. "Jason Talks About "My Friend of Misery"" (Jason hablando sobre My Friend of Misery).
5. "Bob Rock in the Desert" (Bob Rock en el desierto).
6. "The Mix, the Masters and the End of the Story" (La mezcla, los originales y el fin de la historia).
7. "The God That Failed" (James comentando sobre The God That Failed).

- Datos: Q2629496